# Bahnsteigsperre

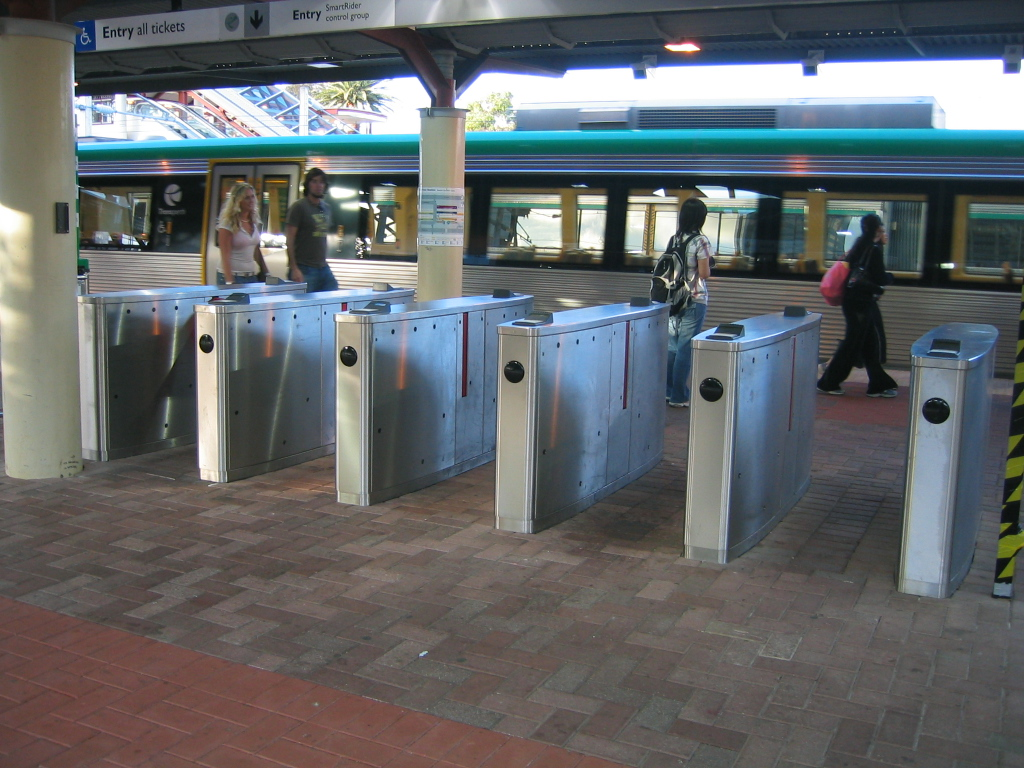
Bahnsteigsperre in Perth

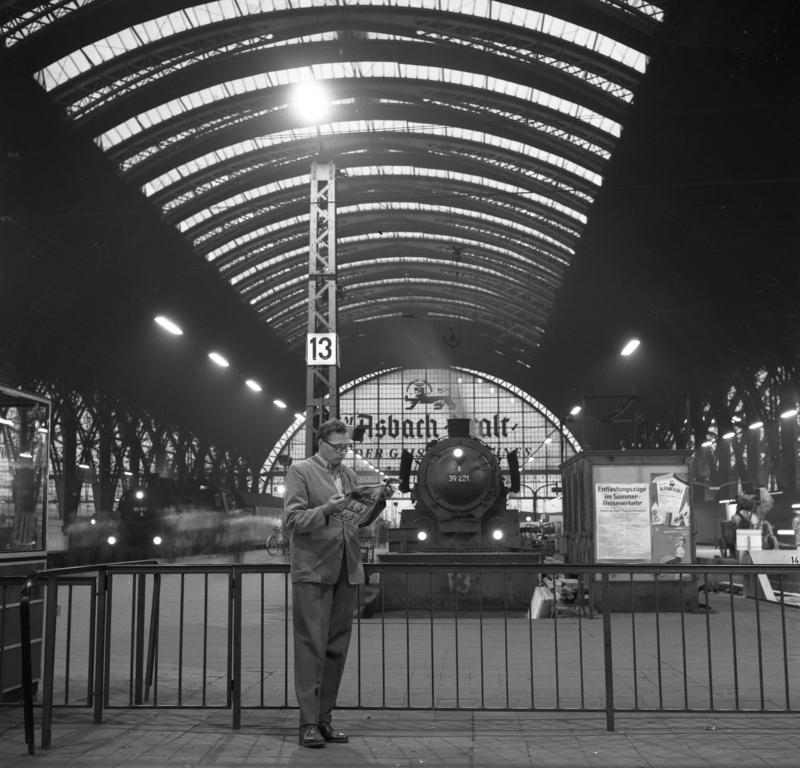
Bahnsteigsperre in Frankfurt (Main) Hauptbahnhof, 1960

Die Bahnsteigsperre – auch Perronsperre oder Sperrenanlage genannt – stellt sicher, dass nur Personen mit einer Fahrkarte oder Bahnsteigkarte den Bahnsteig betreten oder verlassen können. Für die entsprechende Abtrennung des fahrkartenpflichtigen Bereichs sorgen Bahnsteiggitter respektive Bahnsteigschranken. Heute ist es in Deutschland, Österreich und der Schweiz weitgehend möglich, sich auf den frei zugänglichen Bahnsteigen ungehindert aufzuhalten. Gefahren für Reisende durch durchfahrende Züge sollen hingegen Reisendensicherungsanlagen vermindern.

## Geschichte
Zu Beginn des Eisenbahnzeitalters war der Zugang für Reisende zu dem neuen, ungewohnten und deshalb als gefährlich eingestuften Verkehrsmittel streng reglementiert. Die Reisenden wurden erst auf den Bahnsteig gelassen, wenn der Zug dort stand, und nach dem Einsteigen in den Wagen eingeschlossen.

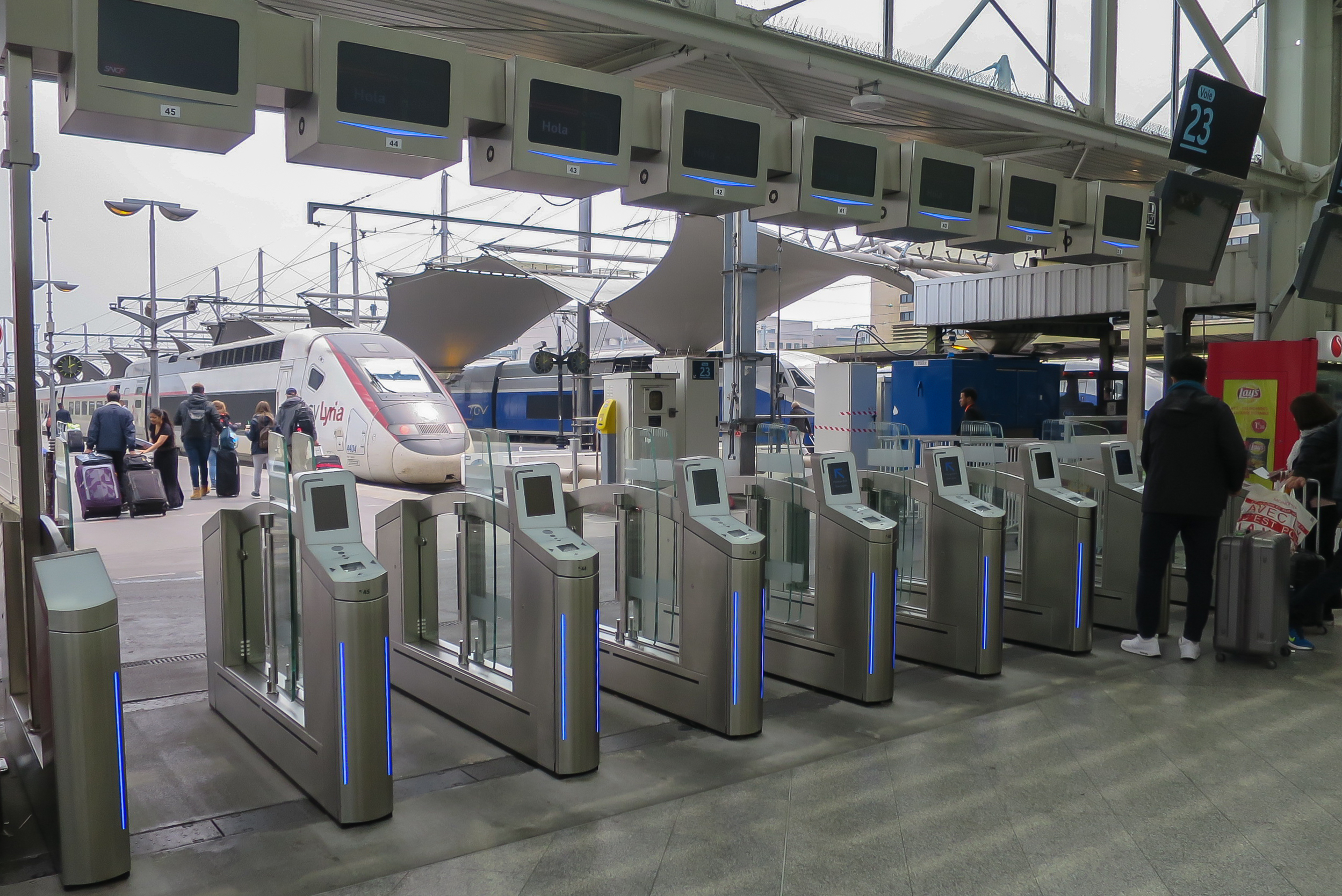
Bahnsteigsperren im Pariser Gare de Lyon, 2018

Da Ende des 19. Jahrhunderts noch Abteilwagen ohne Übergang von einem Abteil zum anderen überwogen, mussten sich die Schaffner oftmals während der Fahrt auf Trittbrettern an der Außenseite der Eisenbahnwagen von Abteil zu Abteil hangeln, was immer wieder zu schweren Unfällen führte. Bei einigen Bahnverwaltungen wurden die Fahrkarten kontrolliert, während die Züge in Bahnhöfen standen, was viel Zeit kostete. Deshalb wurde die Fahrkartenkontrolle an die Zugänge zum Bahnsteig verlegt. Dazu wurden Sperren errichtet, an denen Bahnbeamte die Fahrkarten beim Zugang zu den Bahnsteigbereichen, in vielen Fällen auch beim Abgang, kontrollierten. Nachdem Reisezugwagen mit Wagenübergängen den größten Anteil am Gesamtbestand erreicht hatten, wurde auch wegen des steigenden Personalkostendrucks in deutschen Bahnhöfen ab Mitte der 1960er Jahre der jederzeitige Zutritt zu den Bahnsteigen freigegeben, was zugleich die Bewältigung der steigenden Zahl an Reisenden verbesserte. Die Fahrkarten wurden in der Regel nur noch im Zug kontrolliert.
Gerade in West- und Südwesteuropa ist die Absperrung des Bahnsteiges, zumindest an großen Bahnhöfen, nach wie vor üblich. Dies hat unterschiedliche Gründe, wie z. B. eine vorgelagerte Sicherheitskontrolle (Eurostar oder spanische Hochgeschwindigkeitszüge), oder eine allgemeine Ticketkontrolle (Fernverkehr in Frankreich).

## Länderspezifika

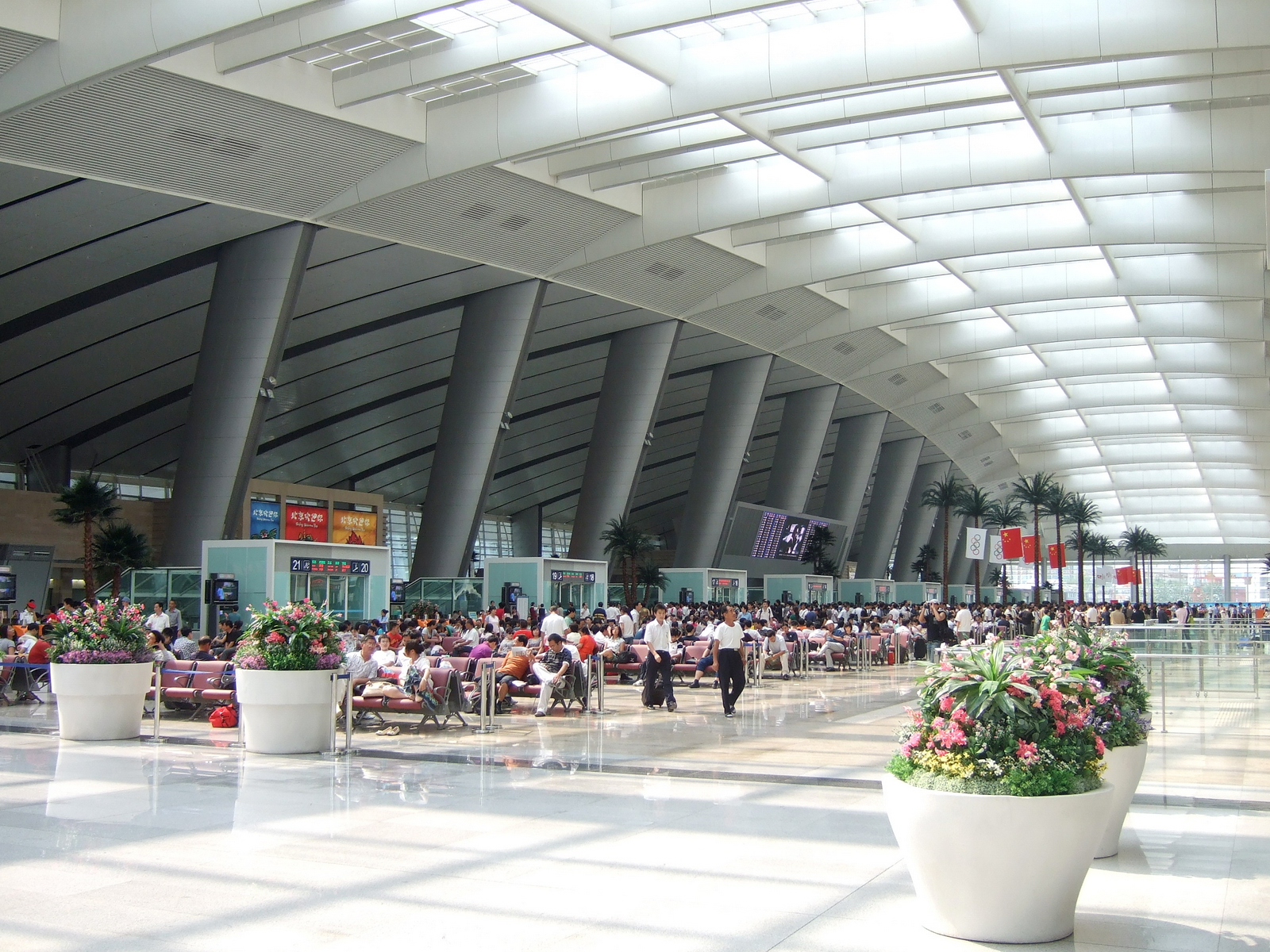
Moderne Bahnsteigsperren gleichen einem Gate am Flughafen, so wie hier in China

In Großbritannien sind Bahnsteigsperren wesentlicher Bestandteil des Bezahlsystems. Auch bei verschiedenen U-Bahn-Systemen etwa in London, Paris oder Barcelona gibt es sie. Um 1912 gab es Bahnsteigsperren unter anderem in Belgien, Bulgarien, Italien, Österreich-Ungarn und Spanien. Auf größeren Bahnhöfen waren Bahnsteigsperren in Dänemark, Frankreich, den Niederlanden, Rumänien, Schweden und Norwegen vorhanden. In der Schweiz waren sie hingegen nur ausnahmsweise als temporäre Einrichtungen bei Grossanlässen oder an Feiertagen anzutreffen, so anlässlich der 1. Schweizerischen Ausstellung für Gesundheitspflege und Sport HYSPA, die vom 24. Juli bis zum 20. September 1931 in Bern stattfand. Abgesehen davon gab es sie schon ab dem 24. Mai 1905 auch in den von der jeweiligen deutschen Bahnverwaltung betriebenen Bahnhöfen Schaffhausen (nur Bahnsteig 3) und Basel Bad Bf, was zu Unverständnis und massiven Protesten der kantonalen Reisenden führte.
Bei den U-Bahnen vieler Metropolen außerhalb Deutschlands, wie zum Beispiel bei der London Underground und der Métro Paris, sind Zugangssperren zur Kontrolle der Fahrkarten Teil des Systems, die Schwarzfahren unterdrücken. Dabei werden seit den 1980er Jahren auch Fahrkarten mit Magnetstreifen benutzt, neuerdings auch kontaktlose Bezahlsysteme wie etwa die Londoner Oyster Card. Oft werden solche Sperren, wie bei den Pariser RER-Strecken (vergleichbar mit einer deutschen S-Bahn), auch am Ausgang benutzt: Ein Rechner prüft, ob die Fahrkarte für die zurückgelegte Strecke gültig war. Auch zur Berechnung des abzubuchenden Fahrpreises werden solche Sperren an Zu- und Abgang an den Bahnsteigen benutz, so z. B. bei der Metro Amsterdam mit der OV-Card.
Bei U-Bahnen in der UdSSR und in anderen Ländern, die nach sowjetischem Vorbild gebaut wurden, wurden Bahnsteigsperren, die in Grundstellung offen standen und mit Münzzahlautomaten verbunden waren, verwendet. Seit 1961 kostete eine Einzelfahrt den Einheitspreis von fünf Kopeken. Für die sichere Funktion wurden im Verhältnis zu den übrigen Münzen auffallend große Fünf-Kopeken-Münzen eingeführt. Beim Versuch, eine Sperre zu passieren, ohne zu bezahlen, schloss sich diese für eine soziale Kontrolle laut scheppernd. Fahrkarten wurden nicht ausgegeben, deshalb und wegen des Einheitstarifs gab es keine Abgangskontrollen.
Bei vielen europäischen Eisenbahnen sind im nationalen Verkehr die vorher, auch an Fahrkartenautomaten, gekauften Fahrkarten an in den Stationen angebrachten digitalen Entwertern zu entwerten, sonst sind sie zur Fahrt nicht gültig.
In einigen Ländern wie China sind Bahnsteigsperren nicht nur gang und gäbe, sondern wurden inzwischen sogar zu Systemen weiterentwickelt, die teilweise einem Gate am Flughafen gleichen. Insbesondere Bahnhöfe der China Railway High-speed sind vom Aufbau her mit ihnen vergleichbar.
Auch der von Amtrak betriebene Fernverkehr in den USA verwendet Gates, die vom Aufbau denen eines Flughafens ähneln. Allerdings gibt es keine Sicherheitskontrollen.
In Spanien wurden Bahnsteigsperren mit Inbetriebnahme der Schnellfahrstrecke Madrid–Sevilla wieder eingeführt, anfangs provisorisch und nur zeitweise vor dem Verkehren von Zügen in Richtung einer regelspurigen Schnellfahrstrecke. Um 2000 begann dann die Einrichtung von festen und dauerhaft wirkenden Bahnsteigsperren auf allen Bahnhöfen, von denen Züge in Richtung einer Schnellfahrstrecke abgelassen werden. Zusätzlich finden neben den Fahrkarten- auch Gepäckkontrollen statt, umsteigende Reisende müssen sich in der Regel erneut kontrollieren lassen. Bahnsteiggleiche Anschlüsse sind damit ausgeschlossen. Abgangskontrollen gibt es in Spanien jedoch nur in S-Bahn-Netzen.

### Deutschland

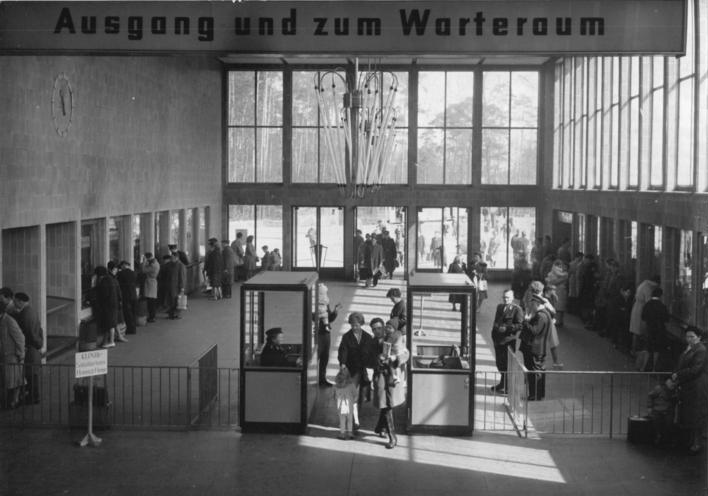
Bahnsteigsperre des damaligen Potsdamer Hauptbahnhofs im Jahr 1963

#### Verfahren
Im Gebiet der preußischen Eisenbahnverwaltungen wurde ab dem 1. Oktober 1893 die Fahrkartenkontrolle an den Zugang zum Bahnsteig verlegt. In der Regel gab es eigene Schaffnerhäuschen (»Wannen«) für den Zugang zum und den Ausgang vom Bahnsteigbereich.
Der deutsche Respekt vor der Bahnsteigsperre – selbst bei Lebensgefahr – war hoch. Das zeigt eine Bekanntmachung der Reichsbahndirektion Mainz von 1944:

„Es wird Klage darüber geführt, daß bei Fliegeralarm Reisende längere Zeit auf Abfertigung an der Bahnsteigsperre warten müssen, weil diese nur mit einem Bahnsteigschaffner besetzt ist und weitere Kräfte zur Bedienung der Sperren nicht zur Verfügung gestellt werden. Es ist selbstverständlich, daß bei Fliegeralarm die Sicherheit der Reisenden in jedem Fall vorgeht. Es müssen daher, soweit bei der Luftlage eine Abfertigung der Reisenden an der Sperre überhaupt noch vertretbar ist, zur schnellen Abfertigung der Reisenden weitere Sperren geöffnet werden. Wenn dies jedoch nicht möglich ist, muß auf eine Prüfung der Fahrausweise dieser Reisenden verzichtet werden. […]“

Dieses für Ausländer befremdliche Verhalten wurde durch einen anekdotisch Lenin zugeschriebenen Ausspruch karikiert:

„Deutsche Revolutionäre besetzen einen Bahnhof erst nach Kauf einer Bahnsteigkarte.“

#### Abschaffung
Die Deutsche Reichsbahn begann um 1960 mit der Abschaffung von Bahnsteigsperren. Der erste Großbahnhof, bei dem die Sperren 1960 aufgehoben wurden, war der Bahnhof Leipzig Hbf. Ausgenommen wurden lange Zeit kleinere Bahnhöfe im ländlichen Raum mit Zwischenbahnsteigen, die nur durch das Überschreiten von Gleisen erreichbar waren. Auf die stationären Fahrkartenkontrollen am Bahnsteigzugang wurde jedoch in den meisten Fällen spätestens in den 1970er Jahren verzichtet. Lediglich der in West-Berlin befindliche Bahnhof Zoologischer Garten hatte bis in die 1980er Jahre hinein Bahnsteigsperren.
1965 kündigte die Deutsche Bundesbahn an, auf allen Bahnhöfen, wo dies nicht aus Sicherheitsgründen geboten ist, die Bahnsteigsperren abzuschaffen. Ziel sei es, den Fahrgästen entgegenzukommen und Staus an den Kontrollen in der Hauptverkehrszeit zu vermeiden: Sparpotenziale gebe es nicht, da die meisten der 5000 Beamten „kriegsbeschädigt oder körperbehindert“ seien und weder entlassen noch im Fahrdienst eingesetzt werden könnten. Voraussetzung sei jedoch die vorherige Genehmigung eines Fahrpreiszuschlags von 20 D-Mark für Schwarzfahrer. Bei einem sechsmonatigen Test im Stuttgarter Hauptbahnhof hätten die Fahrgäste die Bahn „nach Strich und Faden bemogelt“.
Ab dem 1. September 1965 wurden im Bereich der Deutschen Bundesbahn die Bahnsteigsperren sukzessive in einzelnen Bahnhöfen abgeschafft, im Sommer 1974 dann flächendeckend. Die Einnahmen aus den Bahnsteigkarten deckten die Kosten für Verkauf und Kontrolle bei weitem nicht mehr und in den Zügen war eine durchgehende Kontrolle möglich. Vor allem aber machten die steigenden Fahrgastzahlen eine Modifikation des überkommenen Systems notwendig. Der Zeitpunkt der endgültigen Abschaffung korrespondiert mit der in der Bundesrepublik Deutschland ausgetragenen Fußball-Weltmeisterschaft 1974.